# Cornelis Gerard Moeringh
Cornelis Gerard Moeringh (Gouda, gedoopt 17 april 1705 - aldaar, 7 maart 1758) was burgemeester van Gouda en schrijver van toneelstukken.

## Levensloop
Moeringh was de zoon van mr. Adriaan Moeringh en Antonia Philippina Fabré. Hij werd op 1 september 1723 ingeschreven bij de universiteit van Leiden en promoveerde aldaar op 29 april 1729. Hij trouwde op 16 mei 1735 te Utrecht met Christina Buijs. In 1730 werd hij lid van de vroedschap van Gouda, van 1743-1749 baljuw van deze stad en in de jaren 1751, 1752, 1755 en 1756 burgemeester van Gouda. Voordat hij burgemeester werd schreef Moeringh diverse toneelstukken. Waarschijnlijk was hij ook in 1747 de schrijver - onder het pseudoniem Claudius Civilis - van een pamflet tegen de zittende regenten in Gouda onder leiding van de in Reeuwijk geboren burgemeester Huijbert van Eijck. Hij beschuldigde Van Eijck van het vergeven van baantjes aan zijn kleinkinderen en maakte daarbij handig gebruik van het feit, dat Van Eijck geen geboren Gouwenaar was, door er op te wijzen, dat de mooiste baantjes in de stad toevielen aan vreemdelingen en dat de Goudse bevolking de belasting kon ophoesten. Uiteindelijk slaagden Moeringh en zijn medestanders erin om - met steun van de stadhouder Willem IV - de wet te verzetten. Moeringh was ten tijde van dit conflict baljuw (schout) van Gouda. In de jaren erna zou hij vier keer tot burgemeester van Gouda worden benoemd.

## Werk
- Alexander en Artemisia (Utrecht 1734)
- Artaxerxes, Trsp. (Utrecht 1737)
- Bedrooge geldgierige koppelaars (Utrecht 1738)
- Belachelijke Redeneerder, klucht (Utrecht 1740)
- Dood van Seneka (Amsterdam 1743)
- Gehoornde Filosooph, door slagen bevredigt (Utrecht 1738)
- Geschaakte Bruid
- Derde Meydag, of verhuistijd